# Naby Diarso
Naby Diarso (Conacri, 1 de janeiro de 1977) é um futebolista profissional guineano, que atua como goleiro.

## Carreira
Naby Diarso representou o elenco da Seleção Guineense de Futebol no Campeonato Africano das Nações de 2008.